# Тер-Ованесян Ігор Арамович
І́гор Ара́мович Тер-Ованеся́н (нар. 19 травня 1939, Київ) — український та російський радянський легкоатлет, рекордсмен світу, учасник п'яти Олімпіад, багаторазовий чемпіон і рекордсмен Європи та СРСР, рекордсмен світу у стрибку в довжину, кандидат педагогічних наук, син Арама Тер-Ованесяна.

## Біографія
Ігор Тер-Ованесян народився 19 травня 1938 в Києві. Його батько Арам Аветисович Тер-Ованесян був заслуженим майстром спорту СРСР, рекордсменом країни у метанні диска, доктором педагогічних наук, професором. Мати Валентина Іванівна Ільїнська закінчила Інститут фізкультури, серйозно займалася волейболом і тенісом.
Після початку німецько-радянської війни в 1941 році сім'я була евакуйована в Бухару, де від тифу померла мати. У 1948 році родина перебралася до Москви, в 1953 році переїхала до Львова. Ігор навчався та закінчив львівську школу № 50.
Ігор Тер-Ованесян з дитинства займався різними видами спорту. Тренувався в спортивному товаристві «Буревісник» у Києві, Львові, а згодом у Москві. У 1954 році він почав навчання в дитячо-юнацькій спортивній школі № 2 з легкої атлетики міста Львова під керівництвом тренера Олександра Мазоха.
У 1954 році Ігор Тер-Ованесян встановив свій перший рекорд СРСР — серед юнаків зі стрибків у довжину, в 1956 році — перший з 11 всесоюзних рекордів — 7 метрів 74 сантиметри. У 1956 році Тер-Ованесян вступив у Львівський державний інститут фізичної культури. Саме тут він почав організовано займатися легкою атлетикою під керівництвом тренерів Вадима Запоражанова та Дмитра Оббаріуса. У 1957 році Тер-Ованесян став чемпіоном СРСР у стрибках у довжину. У 1958 році легкоатлет став найсильнішим стрибуном Європи, вигравши чемпіонат континенту в Стокгольмі.
У 1960 році Тер-Ованесян взяв участь в Олімпійських Іграх у Римі, де здобув бронзову нагороду. У 1962 році першим з радянських спортсменів встановив рекорд світу (8 метрів 31 сантиметр) і став дворазовим чемпіоном Європи.
Взимку 1963 троє радянських легкоатлетів, Валерій Брумель, Валерій Булишов та Ігор Тер-Ованесян, вперше взяли участь у серії зимових стартів у США, в тому числі й у відкритому чемпіонаті Сполучених Штатів Америки.
У 1964 році Тер-Ованесян став дворазовим призером Олімпійських ігор, завоювавши другу олімпійську бронзову медаль на Іграх в Токіо. У 1968 році знову взяв участь в Олімпійських іграх, проте цього разу не зміг виграти жодної медалі. Не вдалося спортсмену поборотися за олімпійські нагороди та на Іграх у Мюнхені в 1972 році. У тому ж році Тер-Ованесян вирішив завершити спортивну кар'єру.
З 1972 року по 1976 рік Ігор Тер-Ованесян обіймав посаду заступника головного тренера Управління легкої атлетики Спорткомітету СРСР, потім працював старшим тренером зі стрибків у довжину профспілкової школи вищої спортивної майстерності (1976—1978), був старшим тренером зі стрибків у довжину збірної команди СРСР.
З 1983 по 1989 рік Ігор Тер-Ованесян був головним тренером збірної СРСР з легкої атлетики.
У 1989—1992 роках очолював Федерацію легкої атлетики СРСР. З 1993 року по 2000 рік працював заступником голови Комітету РФ з фізичної культури, спорту і туризму. З 1991 року брав активну участь у роботі Міжнародної федерації легкої атлетики як член її Ради. У 2000 році очолив загальноросійський фонд «Спорт проти наркотиків», в 2001 році став головою Головного тренерської ради збірних команд Спорткомітету Росії. У 2008 році Ігор Тер-Ованесян був обраний на пост віцепрезидента Всеросійської федерації легкої атлетики.
Всього за роки спортивної кар'єри Ігор Тер-Ованесян виступив на чотирьох Олімпіадах, п'яти чемпіонатах Європи (три золоті медалі 1958, 1962, 1969), 15 разів ставав чемпіоном СРСР у стрибках у довжину, естафеті 4х100 метрів і п'ять разів призером першості країни в стрибках у довжину, естафеті 4×100 метрів і десятиборстві. Він встановив два рекорди світу, шість рекордів Європи та одинадцять рекордів СРСР. 27 років спортсмен безперервно володів рекордом СРСР. Навіть після того, як легкоатлет залишив сектор, останній з його рекордів протримався ще 12 років.
Ігор Тер-Ованесян — заслужений майстер спорту СРСР, заслужений тренер СРСР, заслужений працівник фізичної культури Російської Федерації, кавалер ордена «Знак Пошани». Кандидат педагогічних наук, професор. Опублікував кілька наукових монографій і книг.

## Спортивні досягнення
З 17 років протягом 17 років (з 1955 до 1972) був членом збірної команди СРСР з легкої атлетики. Першим з європейських спортсменів подолав рубіж у 8 метрів.

### Олімпійські ігри
Учасник п'яти Олімпійських ігор (1956, 1960, 1964, 1968 та 1972) з такими результатами:
- 1956 Мельбурн — 7,15 м у кваліфікації, у фіналі 0 в усіх трьох спробах (13 місце).
- 1960 Рим — бронзова медаль (8,04 м), поступився американцям Ральфу Бостону (8,12 м) та Ірвайну Роберсону (8,11 м);
- 1964 Токіо — бронзова медаль (7,99 м), поступився британцю Ліну Девісу (8,07) та американцю Ральфу Бостону (8,03)
- 1968 Мехіко — четверте місце (8,12 м), поступився феноменальному Бобу Бімону (8,90), німцеві Кляусу Бееру (8,19) та Ральфу Бостону (8,16).
- 1972 Мюнхен — 7,77 (13 місце у кваліфікації), не потрапив у фінал.

### Чемпіонати Європи
- 1958 Стокгольм: Золота медаль (7,81 м)
- 1962 Белград: Золота медаль (8,19 м)
- 1966 Будапешт: Срібна медаль (7,88 м), поступився Ліну Девісу (7,98 м)
- 1969 Афіни: Золота медаль (8,17 м)
- 1971 Гельсінкі: Срібна медаль (7,91 м), поступився Максу Клауссу (7,92 м)

### Світові рекорди
- 8,31 метра 10 липня 1962 в Єревані
- 8,35 метра 19 жовтня 1967 у Мехіко

### Інше
У 1963 році став чемпіоном США у стрибках в довжину у закритих приміщеннях. Головним і постійним суперником І. Тер-Ованесяна у спорті був американський легкоатлет Ральф Бостон.

## Родина
Батько — Арам Тер-Ованесян (1906—1996), доктор педагогічних наук, тренер з легкої атлетики; мати — Валентина Іванівна Ільїнська, тренер, спортивний педагог.
Одружений, має трьох дітей: син — Ігор (1963) та дві доньки, Каріна (1967) і Яна (1982).

## Викладацька і тренерська діяльність
Після закінчення виступів у змаганнях перейшов на тренерську роботу. У 1983—1989 роках був головним тренером збірної команди СРСР з легкої атлетики. Кандидат педагогічних наук, професор кафедри легкої атлетики Московської державної академії фізичної культури.
Тренує латвійську легкоатлетку Інету Радевич (стрибки в довжину: класичний і потрійний).
Опублікував декілька наукових монографій і книг, а також спогадів. Зокрема, у 1992 році видав книгу «Обучение в спорте», написану у співавторстві з батьком.